# 汪寶瑄
汪寶瑄（1900年11月7日—1991年1月11日），字抱玄。江蘇省灌雲縣人。民國37年（1948年）在江蘇省第六選區當選第一屆立法委員

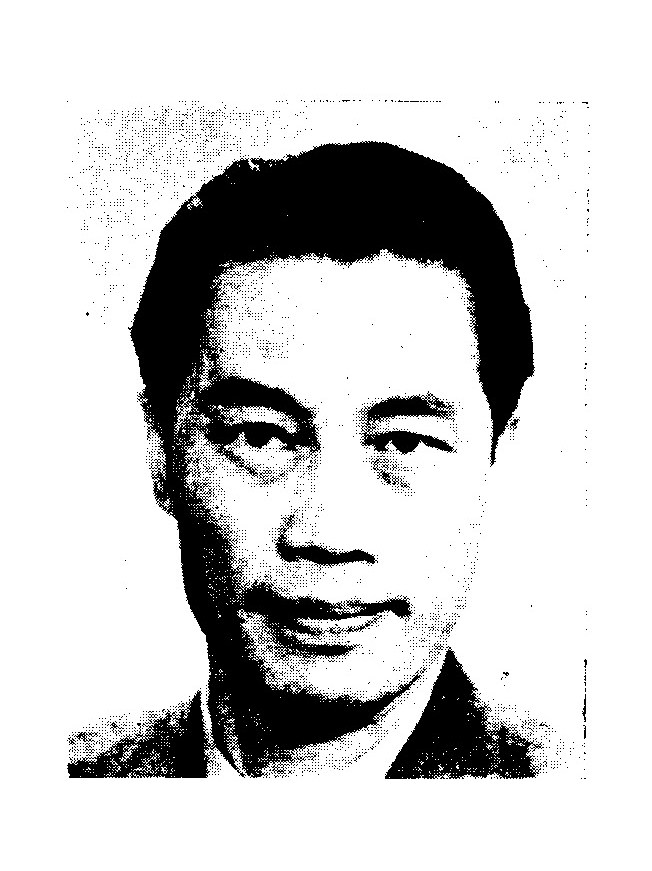

## 生平[1][2][3][4][5][6][7][8][9][10]
- 上海復旦大學畢業
- 巴黎大學法律系暨市政學院研究員
- 中國國民黨江蘇省黨部指導委員會常務委員兼訓練部長
- 中國國民黨陝西省黨部特派員
- 國民參政會駐會參政員
- 制憲國民大會代表
- 國民政府軍事委員會第三戰區黨政分會中將委員兼黨務處長
- 中央宣傳委員會第三戰區分會主任委員
- 教育部第三戰區戰地失學失業青年輔導委員會副主任委員
- 江蘇省黨部主任委員